# Mullaghareirk Mountains
Het Mullaghareirk-gebergte (Engels: Mullaghareirk Mountains, Iers: Mullach an Radhairc) is een bergketen in Ierland, die zich over een lengte van 32 km uitstrekt tussen Abbeyfeale en Dromcolliher in County Limerick. De hoogste toppen reiken tot 408 m.
De Allaghaun, een zijrivier van de Feale, ontspringt in de oostelijke uitlopers van het Mullaghareirk-gebergte. De Munster Blackwater-rivier ontspringt eveneens in het Mullaghareirk-gebergte.